# Нидермайер, Йозеф
Йозеф Нидермайер (нем. Josef Niedermayer; 11 апреля 1920, Зальцбург, Австрия — 28 мая 1947, Ландсбергская тюрьма) — австрийский унтершарфюрер СС, начальник лагерной тюрьмы в концлагере Маутхаузен.

## Биография
Йозеф Нидермайер родился 11 апреля 1920 года в семье железнодорожника Фридриха Нидермайера. После смерти отца в 1926 году вместе с 4 сёстрами и братьями воспитывался матерью Анной. Три года посещал народную школу, два года городскую школу и три года школу профессионального обучения. Получил специальность сантехника по газовому и водному снабжению и центральному отоплению в Зальцбурге. В 1938 году стал безработным и после Аншлюса Австрии добровольно вступил в СС (№ 318991). 4 апреля 1938 года поступил на службу в штандарт СС «Верхняя Бавария» в концлагере Дахау. Осенью 1938 года участвовал в аннексии Чехославакии. После начала Второй мировой войны Нидермайер в составе 1-го пехотного полка дивизии СС «Мёртвая голова» участвовал во Французской кампании. Летом 1941 года вместе с тем же полком участвовал в нападении на Советский Союз. В июле 1941 года Нидермайер был тяжело ранен, из-за пулевого ранения лёгких он много месяцев провёл в лазарете.
В апреле 1942 года был переведён в концлагерь Маутхаузен. Там он сначала служил блокфюрером, до того как стал надзирателем в лагерной тюрьме. Осенью 1942 стал заместителем Макса Зайдля. После отправки Зайдля на фронт 1 марта 1943 года стал начальником лагерной тюрьмы. Бывший заключённый Альфред Тифенбахер в своих показаниях заявил, что 
был свидетелем того, как Нидермайер убило около 200 человек. Нидермайер сам признался на допросе в 1946 году, что участвовал в соответствии с приказом примерно в 400 казнях. Нидермайер участвовал в убийстве 47 американских, британских и голландских парашютистов, которые были доставлены в Маутхаузен осенью 1944 года. Кроме того, он отправил множество людей в газовую камеру, как он позже сам признавался: «В период между октябрем 1944 года и февралем 1945 года я несколько раз принимал от доктора Вольтера сотни больных для уничтожении газом. Они были умерщвлены в газовой камере.» С ноября 1944 года был блокфюрером в блоке 20, известном как «блок смерти». В этом блоке содержались пленные красноармейцы. В ночь на 2 февраля 1945 года около 500 военнопленых совершили побег. Нидермайер входил в состав поисковой команды СС и участвовал в поимке беглецов, больше известном как Мюльфиртельская охота на зайцев.
6 мая 1945 года был арестован военнослужащими армии США в Штайре и отправлен в Дахау, где ему было предъявлено обвинение на главном Маутхаузенском процессе. В своём заявлении Нидермайер ссылался на необходимость исполнения приказа. 13 мая 1946 года был приговорён к смертной казни через повешение. 28 мая 1947 года приговор был приведён в исполнение в Ландсбергской тюрьме.

## Комментарии
1. ↑  Макс Зайдль родился 27 ноября 1918 года в Мюнхене. С 1939 года служил в администрации концлагеря Маутхаузен, а позже был блокфюрером. С февраля 1942 года был начальником лагерной тюрьмы. Зайдль был приговорён к смертной казни на одном из последующих Маутхаузенских процессов, однако приговор был заменён на пожизненное заключение. В 1955 году был помилован. Умер 12 февраля 2004 года в Мульфингене.